# William John McCartney
William John McCartney (ur. 1866, zm. 18 stycznia 1933 w Edynburgu) – szkocki piłkarz, a także trener. Był ojcem Williama McCartneya, który przejął po nim obowiązki trenera Heart of Midlothian F.C. w 1919.

## Kariera piłkarska
Profesjonalną piłkarską karierę rozpoczął w klubie Rangers w roku 1887. Po dwóch latach przeniósł się do Cowlairs, a w 1893 do Newton Heath. W tym klubie zagrał 19 razy, po czym przeszedł w następnym sezonie do Luton Town. W barwach tego klubu debiutował dnia 4 września 1897, w zremisowanym 1:1 meczu przeciwko Leicester Fosse. Później grał jeszcze w Barnsley.